# Studor v Bohinju
Studor v Bohinju é uma vila localizada no município de Bohinj na Eslovênia. Possuía uma população estimada de 116 habitantes em 2020.